# Luyaba
Luyaba é uma comuna da província de Córdoba, na Argentina.